# Étoile d'or (collection)

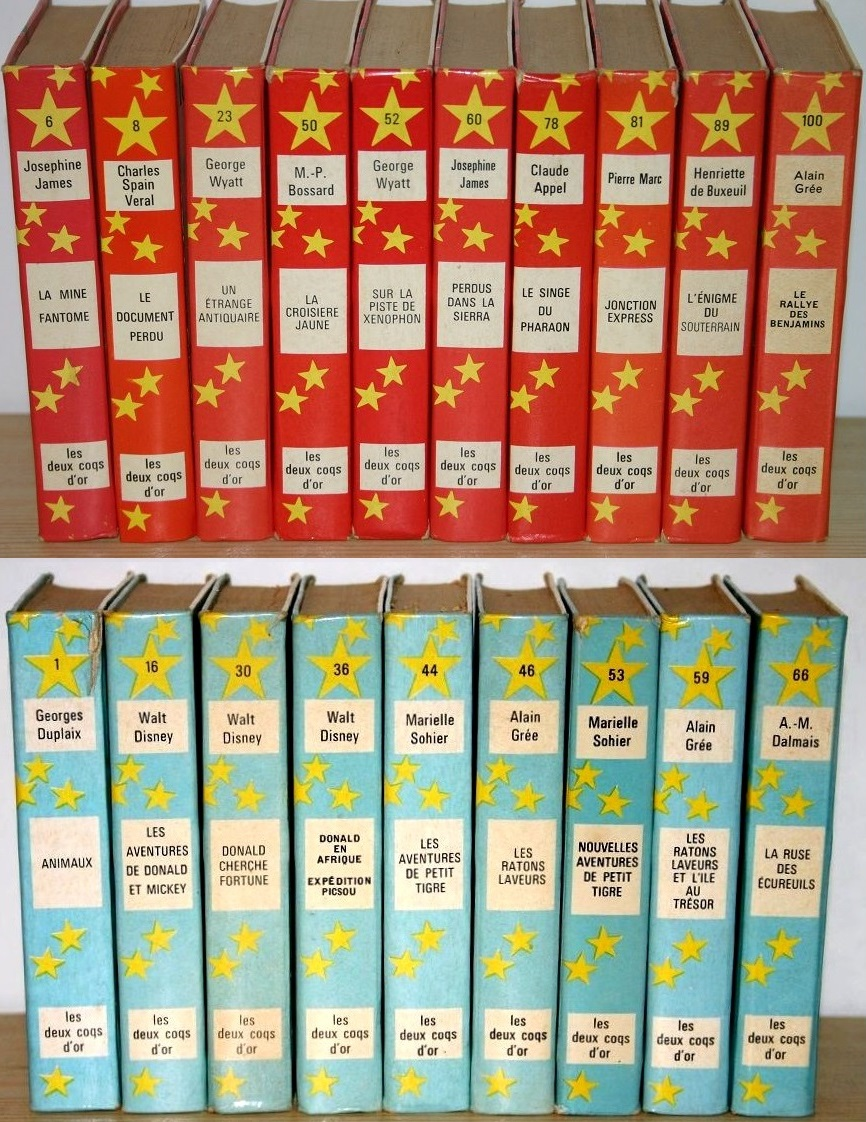
Volumes de la collection « Étoile d'or »

Étoile d'or est une collection française de romans pour la jeunesse, parue de 1965 à  1970 aux éditions des Deux coqs d'or.
Créée par les éditions américaines Western Publishing sous la marque « Golden Press », elle a été exportée en Europe dans les pays suivants : 
- en Allemagne, sous le nom de « Goldene Happy Bücher » (éditions Delphin Verlag)
- en Italie, sous le nom de « La Stella d'oro » (éditions Mondadori)
- au Royaume-Uni, sous le nom de « Gold Star library » (éditions Golden Pleasure)
- aux Pays-Bas, sous le nom de "Gouden Haantjes" (editions Cantecleer / Otto Maier)
- en France, sous le nom « Étoile d'or » (éditions Deux coqs d'or)

En France, les volumes commencent à paraître en 1965. Cependant, une collection antérieure intitulée Aventures dans l'espace a brièvement existé en 1958 et 1959, avec des titres de Willy Ley et Joseph Greene (ses titres ont été réédités dans la collection « Étoile d'or »).
De 1972 à 1974 la collection "Super Étoile d'or" succède à la collection "Étoile d'or". Les dernières rééditions de la collection « Étoile d'or » paraissent en 1976.

## Présentation
Cartonnés, les 105 volumes de la collection Étoile d'or se caractérisent par leur petite taille : 10 x 12,5 cm.
Deux séries partagent des classes d'âge (l'âge est indiqué au verso des premiers volumes) :
- à dos bleu : de 7 à 10 ans (55 volumes).
- à dos rouge : de 10 à 14 ans (50 volumes).

La collection Super Étoile d'or "pour tous les jeunes à partir de 10 ans" succède à la série rouge en 1973-1974 (taille: 11x17.3 cm). Elle est composée de 12 volumes.
La numérotation est visible au dos des volumes des deux collections.
La « série bleue » propose des contes et des récits animaliers, d'auteurs français ou étrangers. Elle publiera également des livres autour des personnages de Disney.
La « série rouge » propose des récits d'action et d'aventures, certains plus destinés aux filles et d'autres plutôt aux garçons. Elle adapte de grands classiques tout en publiant des inédits essentiellement traduits de l'anglais.
La collection Super Étoile d'or succède à la « série rouge » avec des récits d'action et d'aventures. Deux volumes sur douze sont des romans, les dix autres réunissent de deux à quatre nouvelles. Cette courte collection se décline en six séries :  Aventure pour les n°1, 5 et 10 ; Policier pour les n°2 et 11 ; Environnement pour les n°3 et 8 ; Insolite pour les n°4 et 12 ; Épopée pour les n°6 et 9 ; Espionnage pour le n°7.

## Titres parus
Liste exhaustive.

### Série bleue
- no 1 - Animaux, Georges Duplaix, illustrations: Fiodor Rojankovsky, 247 p., 1965; réédition (avec onze histoires en moins): 188 p., 1976

- no 2 - Merlin l'enchanteur, Walt Disney d'après The Sword in the Stone de Terence Hanbury White, 244 p., 1965

- no 4 - Les 101 Dalmatiens, Walt Disney, 1965

- no 9 - Blanche-Neige, Walt Disney, 1965

- no 10 - Pinocchio, Walt Disney, 246 p., 1965

- no 11 - Contes pour l'automne, Kathryn Jackson, illustrations: Richard Scarry, 1965; réédition: 187 p., 1972

- no 12 - Contes pour l'hiver, Kathryn Jackson, illustrations: Richard Scarry, 250 p., 1965; réédition: 1967; réédition: 188 p., 1972

- no 15 - La Belle au bois dormant, Cendrillon, Walt Disney, 1965

- no 16 - Les Aventures de Donald et Mickey, Walt Disney, 247 p., 1965; réédition: 1969

- no 21 - Contes pour le printemps, Kathryn Jackson, illustrations: Richard Scarry, 252 p., 1965; réédition: 187 p., 1971

- no 22 - La Belle Aventure, Byron et Kathryn Jackson, illustrations: Gustaf Tenggren, 244 p., 1965; réédition: 1967

- no 27 - Contes aux 4 vents, (sans nom d'auteur), illustrations: Fiodor Rojankovsky, 1965; réédition: 187 p., 1972

- no 28 - Peter Pan, Walt Disney, récit tiré du film par Édith Vincent d'après James Matthew Barrie, 247 p., 1966

- no 29 - La Vallée des rêves, Arrigo Polillo, traduction: Elisabeth et Claude Ciccione, illustrations: Santa La Bella, 242 p., 1966; réédition: 187 p., 1972

- no 30 - Donald cherche fortune, Walt Disney, traduction: Claude Ciccione, 243 p., 1966; réédition: 1969

- no 35 - Contes pour l'été, Kathryn Jackson, illustrations: Richard Scarry, 251 p., 1966

- no 36 - Donald en Afrique - Expédition Picsou, Walt Disney, 247 p., 1966; réédition: 1969 (2 couvertures différentes)

- no 37 - La Malle volante et autres contes d'Andersen, Hans Christian Andersen, traduction: Jan Dessau, illustrations: Ridolfi, 244 p., 1966

- no 39 - Le Maitre chat et autre contes, Charles Perrault, illustrations: Santa La Bella, 247 p., 1966; réédition: 246 p., 1970; réédition: 186 p., 1972

- no 44 - Les Aventures de Petit Tigre, Marielle Sohier d'après Kathleen N. Daly, illustrations: John Parr Miller, 243 p., 1966; réédition: 1969

- no 45 - Zizanic s'en va en guerre, Sergio Bitossi, traduction: Claude Ciccione, illustrations: Ridolfi, 243 p., 1966

- no 46 - Les Ratons laveurs cherchent un logis, Alain Grée, illustrations: Onofrio Bramante, 239 p., 1966; réédition: 1969

- no 49 - Les Animaux du petit bois, (série Les animaux du petit bois), Anne-Marie Dalmais, illustrations: Paul Durand, 240 p., 1966; réédition: 1969

- no 53 - Nouvelles aventures du petit tigre, Marielle Sohier, 1966

- no 54 - Les Sottises du petit lapin, (Les animaux du petit bois), Anne-Marie Dalmais, illustrations: Paul Durand, 248 p., 1966

- no 57 - La Ferme joyeuse, Umberto Padroni, 1967

- no 59 - Les Ratons laveurs et l'île au trésor, Alain Grée, illustrations: Onofrio Bramante, 243 p., 1966; réédition: 1969

- no 61 - Contes en farandole, E. J. Werner, 1967

- no 66 - La Ruse des écureuils, (Les animaux du petit bois), Anne-Marie Dalmais, illustrations: Paul Durand, 244 p., 1967; réédition: 1969

- no 67 - Contes pour tous les temps, Richard Scarry, adaptation: Élisabeth Gille, illustrations de l'auteur, 240 p., 1967

- no 68 - Contes de ma ferme, Kathryn et Byron Jackson, adaptation: Odile Pidoux, illustrations: Gustaf Tenggren, 240 p., 1967

- no 71 - Nouveaux contes de ma ferme, Kathryn et Byron Jackson, adaptation: Odile Pidoux, illustrations: Gustaf Tenggren, 240 p.,1967

- no 72 - Les Contes de l'oncle Serge, Sergio Bitossi, traduction: Elisabeth Ciccione, illustrations: Susi Weigel, 248 p., 1967

- no 74 - La Reine des neiges et autres contes, Hans Christian Andersen, traduction: Jan Dessau, illustrations: Philippe Degrave, 241 p., 1967; rééditions: 177 p., (avec un conte en moins), 1972, 1976

- no 75 - Les Malheurs de Sophie, Sophie, comtesse de Ségur, illustrations: Madeleine Prévot, 241 p., 1967; rééditions: 1969, et 177 p., 1976

- no 77 - Les Ratons-laveurs dans la lune, Alain Grée, illustrations: Jacques Galan, 240 p., 1967; réédition: 188 p., 1972

- no 79 - Le Lièvre et le petit lapin, (Les animaux du petit bois), Anne-Marie Dalmais, illustrations: Paul Durand, 240 p., 1967

- no 82 - Les Aventures de Pierrot, Serge Bitossi, traduction: Elisabeth Ciccione, illustrations: Françoise Estachy, 240 p., 1967

- no 83 - Alice au pays des merveilles, Lewis Caroll, traduction: Françoise Durane, illustrations: Guy Dor, 1968; rééditions: 188 p., 1972, 1976

- no 84 - Le Cercle magique, Ludovica Lombardi, illustrations: Ridolfi, 1968; rééditions: 187 p., 1971

- no 86 - Les Ratons laveurs et l'épave engloutie, Alain Grée, illustrations: Jacques Galan, 242 p.,1968; réédition: 188 p., 1976

- no 87 - Le Roman de Renart, d'après le texte de Paulin Paris, illustrations: Giovanni Giannini, 242 p.,  1968

- no 88 - Les Sept Corbeaux et autres contes, Jacob et Wilhelm Grimm, adaptation de Muriel, illustrations en couleur: Gerti Mauser-Lichtl, illustrations en noir: R. Christiant, 246 p., 1968; réédition: 180 p;, 1976

- no 90 - Les Musiciens de Brêmeet autres contes, Jacob et Wilhelm Grimm, adaptation de Muriel, illustrations en couleur: Gerti Mauser-Lichtl, illustrations en noir: R. Christiant, 1968; réédition: 181 p., 1972

- no 91 - La Petite Source (série Au bord de l'eau), Anne-Marie Dalmais, illustrations: Paul Durand, 245 p., 1968

- no 92 - À la découverte du torrent (Au bord de l'eau), Anne-Marie Dalmais, illustrations: Paul Durand, 239 p., 1968

- no 93 - Entrez dans la ronde, contes choisis par Pierre Marjorie, de Kathryn et Byron Jackson (quatre contes dont deux traduits par Marion Fallay), Richard Scarry (deux contes), Margaret Wise Brown (un conte), C. Jackson (un conte), Cathleen Schurr (un conte), Charles Spain Verral (un conte), Kathleen Nora Daly (un conte), Phillis McGinley (orthographié Mc Ginley, un conte traduit par Marion Fallay) et Helen Bannerman (un conte traduit par Marion Fallay), illustrations: Jacques Galan, 239 p., 1969; réédition: 184 p., 1972

- no 94 - Atchoum le magicien et autres contes, choisis par Lucile Côme, d'Olga Cabral (un conte), Georges Duplaix (deux contes), Alice Hunt (un conte), Kathryn B. Jackson (deux contes), Carl Memling (un conte), Gladys Relyea Saxon (un conte) et Dorothy Kunhardt (un conte), traduction: Marion Fallay, illustrations: Jacques Galan, 1969; réédition: 183 p., 1971 et 1976

- no 95 - Les Petites Filles modèles, Comtesse de Ségur, 1969

- no 97 - Les Vacances, Sophie, comtesse de ségur, adaptation: Marie Laurent, illustrations: Madeleine Prévot, 1970; réédition: 188 p., 1972 et 1976

- no 98 - Peau d'âne et autres contes, Charles Perrault, illustrations: Guy Dor, 242 p., 1970; réédition: 179 p., 1971

- no 99 - Le Petit Chien matelot et autres contes, choisis par Alain Martial, de Margaret Wise Brown (trois contes dont un en collaboration avec Élisabeth Gille), Ariane (un conte), Mary Norton (un conte), Clara Louise Grant (un conte), Janette Sebring Lowrey (un conte), Charlotte Zolotow (un conte), Gertrude Crampton (un conte), Kathryn et Byron Jackson (deux contes), Louise Woodcock (un conte) et R. et H. Shane (un conte), 240 p., 1970

- no 101 - Nouvelles Aventures de Renart le Goupil (Le Roman de Renart), d'après le texte de Paulin Paris, illustrations: Giovanni Giannini, 241 p., 1970

- no 102 - Contes du dimanche, choisis par Guy Martin, adaptation: Hélène Fatou, de Kathryn et Byron Jackson (deux contes illustrés par Aurelius Battaglia), J. Wergner (deux contes illustrés par Richard Scarry et deux autres illustrés par John Parr Miller), R. Garfield (deux contes illustrés par Aurelius Battaglia et un autre par Tibor Gergely) et J. Hubbard (un conte illustré par Richard Scarry), 241 p., 1970; réédition: 185 p., 1976

- no 104 - Les Ratons laveurs font le tour du monde, Alain Grée, illustrations: Jacques Galan, 1970

### Série rouge
- no 03 - Robinson Crusoé, Daniel Defoe, adaptation: Anne-Marie Comert, illustrations: Fiodor Rojankovsky, 244 p., 1965

- no 05 - L'Incendie mystérieux (série Kathy Martin, infirmière), Josephine James, adaptation: Odile Pidoux, illustrations: Guido Bertello, 242 p., 1965; réédition: 1967; réédition: 188 p., 1971

- no 06 - La Mine fantôme (Kathy Martin, infirmière), Josephine James, adaptation: Odile Pidoux, illustrations: Guido Bertello, 1965; réédition: 187 p., 1971

- no 07 - L'Île au trésor, Robert Louis Stevenson, illustrations: Guido Bertello, 243 p., 1965; réédition: 1967;

- no 08 - Le Document perdu[3], Charles H. Veral[4], adaptation: Odile Pidoux, illustrations: Jacques Pecnard, 241 p., 1965; réédition: 1967; réédition sous le nom de Charles S.(Spain) Veral[4]: 188 p., 1972

- no 13 - Jo et sa tribu, Louisa May Alcott, adaptation d'Elisabeth Ciccione, illustrations de B. Bodini, 248 p., 1965

- no 14 - Le Roi couguar, Walt Disney et Rutherford Montgomery, traduction: Odile Pidoux, illustrations: Studio Brambilla, 249 p., 1965

- no 17 - Le Médaillon a disparu (Kathy Martin, infirmière), Josephine James, adaptation: Odile Pidoux, illustrations: Guido Bertello, 240 p., 1965

- no 18 - Le Secret du blessé (Kathy Martin, infirmière), Josephine James, adaptation: Odile Pidoux, illustrations: Guido Bertello, 241 p., 1965

- no 19 - La Jeunesse de Heidi, Johanna Spyri, illustrations de B. Bodini, 247 p., 1965

- no 20 - Robin des bois, Alexandre Dumas, 1965

- no 23 - Un étrange antiquaire (série Benton et Carson détectives privés), George Wyatt[5] (d'après les personnages créés par Charles Spain veral[4]), adaptation: Odile Pidoux, illustrations: Jacques Pecnard, 1965; réédition: 188 p., 1971

- no 24 - Les Mille et Une Nuits conte d'orient, 1965

- no 25 - L'Allumeur de réverbères, Miss Cummins (Maria Susanna Cummins), adaptation: Odile Pidoux, illustrations de B. Bodini, 243 p., 1966

- no 26 - Richard Cœur de Lion, Charles Tritten, 1966

- no 31 - Léontine et les escrocs (Les aventures de Snapten), Claude Appell, illustrations de B. Bodini, 239 p., 1966

- no 32 - Nouvelles aventures de Robin des bois, Alexandre Dumas, 1966

- no 33 - Vicky cherche et trouve, Wynn Kincade, adaptation: M. de Comeiras, illustrations: Guido Bertello, 244 p., 1966

- no 34 - La Mare au noyé (Benton, Carson détectives privés), George Wyatt[5], d'après les personnages créés par Charles Spain verral, adaptation: Odile Pidoux, illustrations: Jacques Pecnard, 239 p., 1966

- no 38 - Stanley et Livingstone à la découverte de l'Afrique, M. P. Bossard, illustrations: Studio Brambilla, 245 p., 1966

- no 40 - Le Mystère de la femme-corbeau (Kathy Martin infirmière), Joséphine James (attribué par erreur à Georges Wyatt sur la couverture originale), illustrations: Guido Bertello, 252 p., 1966; réédition: (nom d'auteur rectifié), 188 p., 1971.

- no 41 - La Fille du capitaine, Alexandre Pouchkine, traduction: Louis Viardot, illustrations: Remo Squillantini, 251 p., 1966

- no 42 - Les Diamants sous la mer, Ellery Queen Jr, adaptation: Odile Pidoux, illustrations de B. Bodini, 243 p., 1966; réédition: 188 p., 1971

- no 43 - Vicky s'évade, Wynn Kincane, adaptation: M. de Comeiras, illustrations: Guido Bertello, 242 p., 1966

- no 47 - Le Fantôme d'argent (Benson, Carson détectives privés), Georges Wyatt[5], d'après les personnages créés par Charles Spain Verral, adaptation d'Odile Pidoux, illustrations de Jacques Pecnard, 245 p., 1966; réédition: 188 p., 1972

- no 48 - Contes des plaines et des collines, Georges Nigremont, illustrations: Santa La Bella, 243 p., 1966

- no 50 - la Croisière jaune : victoire sur l'impossible, M. P. Bossard, illustrations: Giovanni Giannini, 244 p., 1966

- no 51 - Voyage vers Jupiter (série "Aventures dans l'espace"), Joseph Greene, adaptation: Odile Pidoux, illustrations: Giovanni Giannini, 1966;  réédition: 188 p., 1971

- no 52 - Sur la piste de Xénophon (Benson, Carson détectives privés), Georges Wyatt[5], adaptation: Anne-Marie Comert, illustrations: B. Bodini, 241 p., 1966

- no 55 - Poursuite en plein ciel, Ellery Queen Jr, adaptation: Odile Pidoux, illustrations: Giovanni Giannini, 248 p., 1966; réédition: 188 p., 1971

- no 56 - Le Voleur d'autographes  ("Les aventures des Snapten"), Claude Appell, illustrations: Remo Squillantini, 247 p., 1966; réédition: 188 p., 1971

- no 58 - Prisonniers du soleil, Joseph Greene, 1967

- no 60 - Perdus dans la sierra ( "Kathy Martin, infirmière"), Josephine James, adaptation: Odile Pidoux, illustrations de B. Bodini, 243 p., 1967

- no 62 - La Petite Fadette, George Sand, 1967

- no 63 - Le Capitaine Fracasse, tome 1, Théophile Gauthier, adaptation: Anne-Marie Comert, illustrations: Giovanni Giannini, 240 p., 1967

- no 64 - Le Capitaine Fracasse, tome 2, Théophile Gauthier, adaptation: Anne-Marie Comert, illustrations: Giovanni Giannini, 246 p., 1967

- no 65 - Le Secret du dragon d'or (Benson, Carson détectives privés), Georges Wyatt[5], d'après les personnages créés par Charles Spain Verral, adaptation: Ariane, illustrations de B. Bodini, 240 p., 1967; réédition: 188 p., 1972

- no 69 - Escale à San Francisco (Une aventure de Kathy Martin), Josephine James, adaptation: Odile Pidoux, illustrations: B. Bodini, 243 p., 1967; réédition: 188 p., 1972

- no 70 - Les Aventures de prince noir, Anna Sewell, adaptation: Odile Pidoux, illustrations: Daniel Billon, 247 p.,1967; réédition: 184 p., 1971

- no 73 - La rouge fleur de Waratah, Mystère en Australie, Henriette Robitaillie, illustrations: Daniel Billon, 241 p., 1967; réédition: 188 p., 1972

- no 76 - La Cité perdue ("Aventures dans l'espace"), Joseph Greene, adaptation: P. J. Carmuel, illustrations: Giovanni Giannini, 240 p., 1967; réédition: 188 p., 1971

- no 78 - Le singe du Pharaon, ( "Les aventures des Snapten"), Claude Appell, illustrations: Giovanni Giannini, 245 p., 1967; réédition: 188 p., 1972

- no 80 - Le Chevalier de Lagardère, Paul Féval, illustrations: Daniel Billon, 243 p., 1967

- no 81 - Jonction express, L'aventure du rail au Far-West, Pierre Marc, traduction: Christiane de Haas, illustrations: Giovanni Giannini, 245 p., 1967

- no 85 - Le Mystère de la perruque noire, Maria Pia Sorrentino, adaptation d'Elisabeth Ciccione, illustrations: Daniel Billon, 247 p., 1968; réédition: 188 p., 1971

- no 89 - L'Énigme du souterrain, Henriette de Buxeuil, illustrations: Giovanni Giannini, 241 p., 1968

- no 96 - Le Village abandonné, Henriette Robitaillie, illustrations: Madeleine Prévot, 239 p., 1969

- no 100 - Le Rallye des benjamins, Alain Grée, illustrations: Giovanni Giannini, 240 p., 1970

- no 103 - La Case de l'oncle Tom, Harriet Beecher Stowe, adaptation: Christine de Haas, illustrations: Daniel Billon, 241 p., 1970

- no 105 - La Sorcière masquée ( "Kathy Martin, infirmière"), Josephine James, adaptation: Odile Pidoux, illustrations: B. Bodini, 241 p., 1970

### Super Étoile d'or
- no 01 - Le mystère de la Vallée Perdue, Sheila Austin, 1973

- no 02 - Course contre la montre, Lee Mayne, suivi de Les espions sous la mer, Geoffrey Cowan, et de En jouant au plus fin, Tom Stirling, 1973

- no 03 - SOS caravaning, Peter Grey, suivi de "Tu ne feras jamais un marin", Robert Bateman, 1973

- no 04 - Le perroquet bleu, Sydney Philips, suivi de La cachette introuvable, Anne Wade, de Étrange gisement, J.A. Storrie, et de Le retour du corbeau, James Garnett, 1973

- no 05 - Le survivant du Maelström, Edgar Allan Poe, suivi de Capture en montagne, Robert Bateman, de Le trésor du château écossais, Jane Davis, et de Étranges histoires de mer, Georges Goldsmith-Carter, 1973

- no 06 - La Charge de la baleine blanche, Herman Melville, suivi de Visite au capitaine Nemo, Jules Verne, et de L'évasion de Dantès, Alexandre Dumas, 1973

- no 07 - Le président a disparu, Sean Gregory, 1973

- no 08 - Enquête au fil de l'eau, France Towers, suivi de A bride abattue, Evelyn Day, de Le lac qui disparaît, Joyce Eley, et de Descente dans les abysses, Herbert George Wells, 1973

- no 09 - L’Homme à la ceinture d'or, Robert Louis Stevenson, suivi de Le Jackdaw tend un piège, John E. Edwards, de La peur d'Hornblower dans l'estuaire de la Gironde, Cecil Scott Forester, et de Des navires célèbres, Franck Knight, 1974

- no 10 - La Croisière insolite, Anne Wade, suivi de Le coup de hache, Ursula Moray Williams, et de Les pirates Daniel Defoe, 1974

- no 11 - La double cible, Lee Mayne, suivi de Contactez zodiac!, Justin Long, et de Kidnapping, David Gammon, 1974

- no 12 - Le pirate au nez d'aigle, Arthur Conan Doyle, suivi de Les avions fantômes, Lee Mayne, de Par une nuit de brouillard, Dan Wallis, et de L'amulette d'or, Sidney Philips, 1974